# Sailing (Christopher Cross-låt)
Denna sida handlar låten Sailing av Christoffer Cross (1980). För Rod Stewarts låt med samma namn, se Sailing (Sutherland Brothers-låt).
Sailing, skriven av Christopher Cross, är en låt från hans debutalbum Christopher Cross. Den var en stor hit och fick Grammy för bästa nya inspelning, sång och arrangemang det året. VH1 gav den utmärkelsen "tidernas bästa mjukrockslåt".
Den var singeletta i USA.
'N Sync spelade in en cover av den på sitt debutalbum *NSYNC 1998.